# Kvantung-hadsereg
A Kvantung-hadsereg (関東軍; Hepburn: Kantōgun), amely Kuantung-hadsereg (egyszerűsített kínai: 关东军; hagyományos kínai: 關東軍; pinjin: Guāndōngjūn; Wade–Giles: Kwan-dong gun; koreai: 관동군) néven is ismert, a Japán Császári Hadsereg egyik legnagyobb és legrangosabb hadseregcsoportja volt 1906 és 1945 között. A hadsereg számos parancsnoka, mint például a vezérkari főnökként szolgáló Tódzsó Hideki és Itagaki Szeisiró, magas pozíciót töltött be a Japán Birodalom hadseregében és közigazgatásában (így többek között japánok telepítésében Mandzsúriába). A hadsereg vezetőinek jelentős szerepe volt a mukdeni incidens kitervelésében és végrehajtásában, Mandzsukuo bábállam létrehozásában, és a szovjet–japán határkonfliktusok kirobbanásában. A hadsereg 1945-ben 700 000 főt számlált, azonban az augusztus 9-i szovjet támadás megsemmisítően hatott rá.

## Története

### Kezdetek
Az 1904–1905-ös orosz–japán háború után Japán megszerezte a Kvantung Bérleti Területet és a dél-mandzsúriai vasútvonallal szomszédos területeket. Itt alakult meg 1906-ban a Kvantung helyőrség, amelynek feladata a terület védelme volt. Eredetileg egy gyalogoshadosztályból, egy nehéztüzérségi zászlóaljból állt, kiegészítve hat helyőrségi zászlóaljjal, amelyeket a dél-mandzsúriai vasútvonal mentén állomásoztattak vasúti őrségként. Összlétszáma ekkor 10 000 fő volt, főhadiszállása pedig Port Arthurban. Egy 1919-es átszervezés után kapta meg a Kvantung-hadsereg nevet.
Az erősen átpolitizált Japán Császári Hadseregen belül a Kvantung-hadseregben a radikális Kódóha párt ideológiája érvényesült a legjobban, amely nyíltan támogatta a japán polgári kormányzat erőszakos megdöntését, a császár hatalmának visszaállítását, Sóva-restaurációt hirdetve meg. A párt ezen kívül a társadalmat és a gazdaságot is át kívánta szervezni a totalitárius államszocializmus vonalán. Agresszívabb, terjeszkedő külpolitikát hirdettek meg. Ennek megfelelően a hadsereg tagjai és volt tagjai sokszor segédkeztek a kormányzat elleni puccsokban, így a Február 26-i incidensben is.

### Önálló akciók

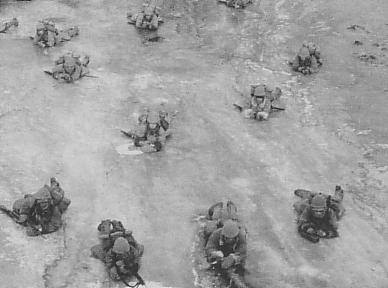
A Kvantung-hadsereg katonái gyakorlat közben

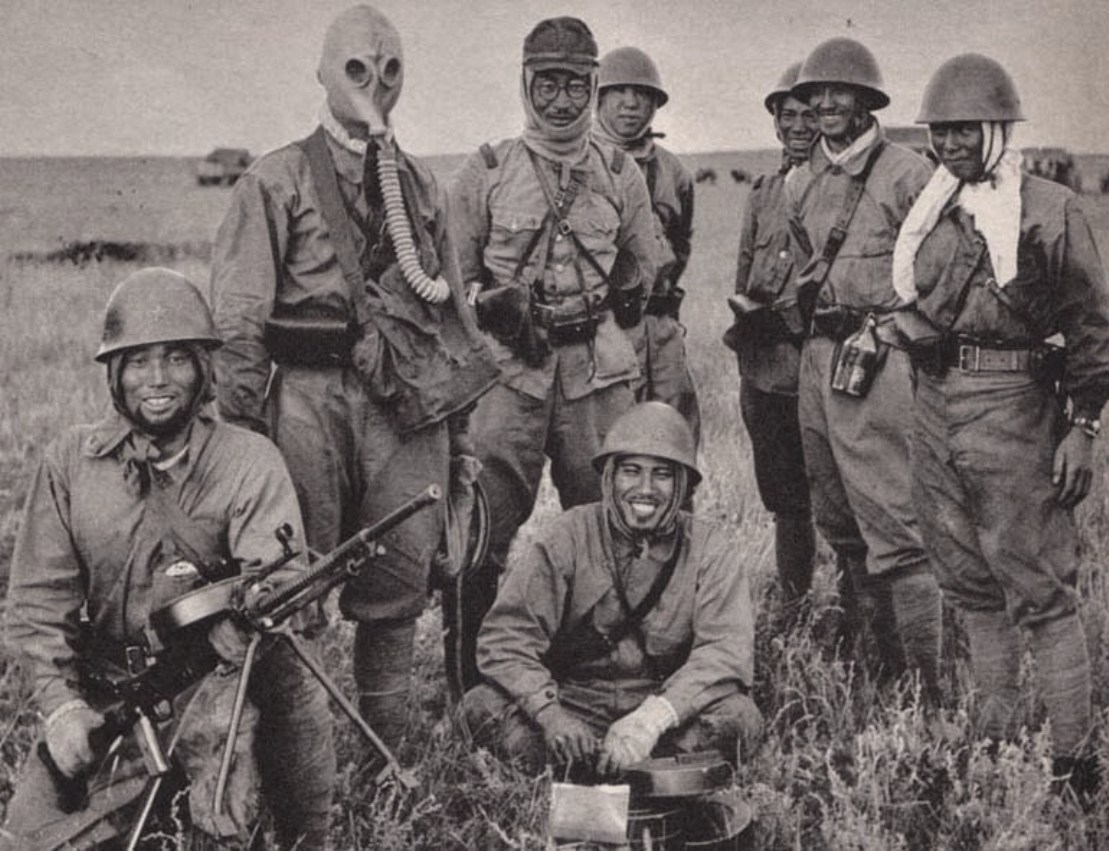
Japán katonák Halhin-golnál, 1939

Habár a hadsereg hivatalosan alá volt rendelve a Császári Főhadiszállásnak és a hadsereg vezérkarának, vezetői mégis nagy hajlandóságot mutattak önálló akciók végrehajtására. A Kvantung-hadsereg tisztjei tervelték ki és hajtották végre Csang Co-lin kínai hadúr meggyilkolását 1928-ban. 1931-ben a hadsereg több tisztje, mint például Doihara Kendzsi vagy Itagaki Szeisiró kitervelte és végrehajtotta a mukdeni incidenst, amely Mandzsúria japán megszállásához és Mandzsukuo bábállam megalakításához vezetett. A Császári Főhadiszállásnak nem maradt más választása, mint hogy az akció mögé állva további csapatokat küldjön a térségbe, megszilárdítva a megszállt területeket.
Az újonnan létrehozott államban a tényleges hatalmat a Kvantung-hadsereg gyakorolta. A hadsereg parancsnoka egyben a nagyköveti tisztséget is betöltötte, és mivel a hadsereg irányította az ország gazdaságát és politikáját, így hatalma volt felülbírálni a névleges császár, Pu Ji parancsait is. Ezekben az időkben a hadsereg jelentősen kibővült, katonáinak száma elérte a 700 000 főt 1941-re, főhadiszállását pedig a bábállam fővárosába, Hszinkingbe költöztették. Ők irányították az új állam hadseregének, a Mandzsukuói Császári Hadseregnek a kiképzését és felszerelését is. Ekkoriban Takeda japán herceg működött összekötő tisztként a hadsereg és a császár között.
A hadsereg ezután több határvillongásban is részt vett a kínai csapatok ellen, azzal a céllal, hogy egy japán befolyás alatt álló ütközőzónát hozzanak létre Kína és Mandzsukuo között. A hadsereg részt vett a kínai nagy fal ellen indított Nekka hadműveletben, valamint a Belső-Mongóliában folyó harcokban is. Amikor a Marco Polo hídi incidenst követően kitört a második kínai–japán háború, a hadsereg egységei részt vettek Peking és Tiencsin elfoglalásában, majd később is részt vettek több más csatában is.
A hadsereg tisztjei ezután a Szovjetunió elleni fellépést sürgették, amelynek eredményeképpen 1938-ban a Haszan-tavi csatában, majd 1939-ben Halhin-golnál csaptak össze a Vörös Hadsereggel. Mindkét csata japán vereséggel végződött, és Halhin-golnál legalább 18 ezer japán katona vesztette életét. Ezután a japán vezetés már a délkelet-ázsiai terjeszkedés mellett foglalt állást, a Kvantung-hadsereget pedig megtisztították a fegyelmezetlen tisztektől és az északi, szibériai terjeszkedést sürgetőktől.

### Második világháború

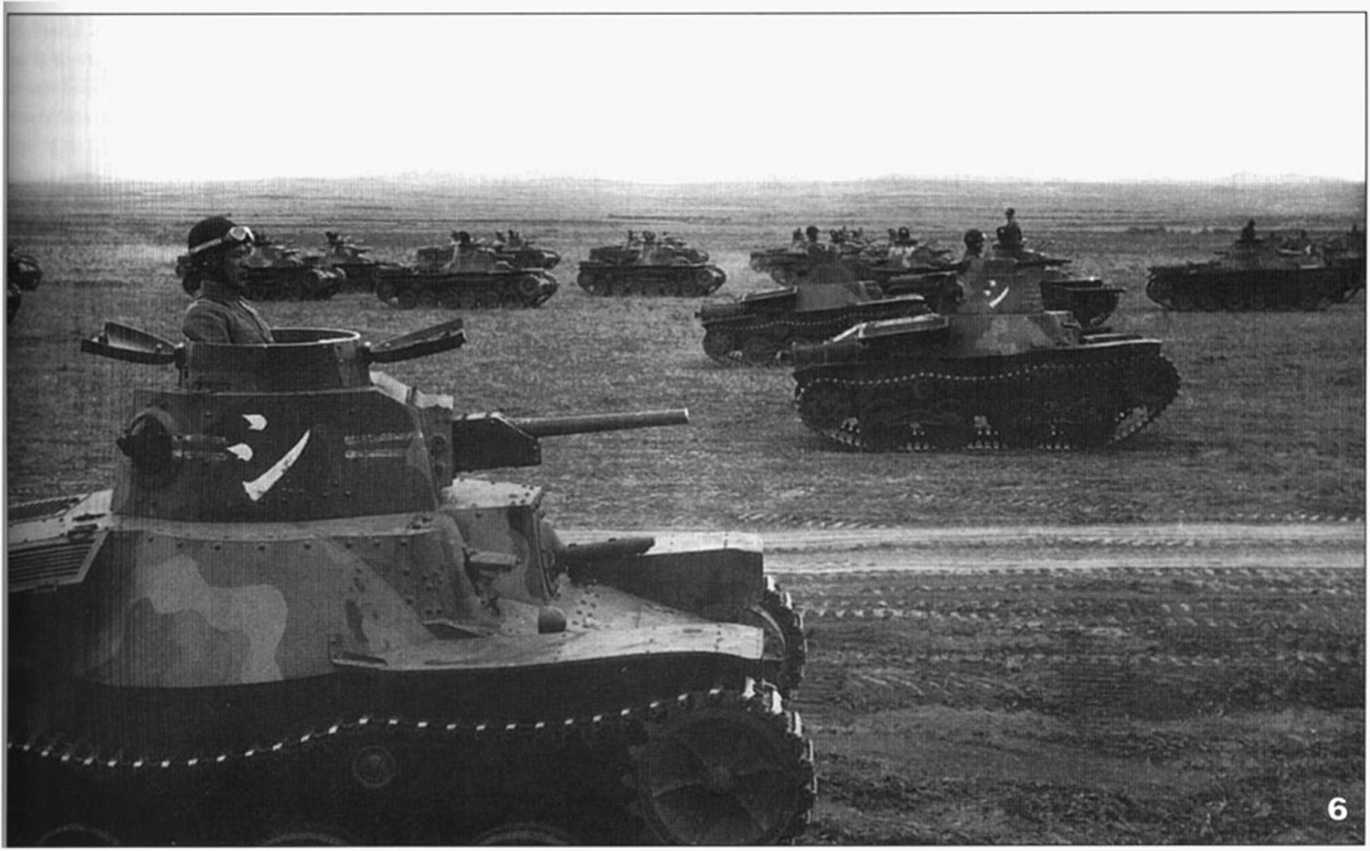
A Kvantung-hadsereg 95-ös típusú könnyű harckocsijai gyakorlatoznak 1944-ben

Az 1930-as évek nyugtalanságaival szemben a '40-es években a hadsereg rendkívül engedelmes maradt. Ahogy a harcok átterjedtek Közép- és Dél-Kínára, valamint a Csendes-óceánra, Mandzsúria a konfliktus holtágává vált. Amikor a hadi helyzet romlani kezdett Japán számára, a Kvantung-hadsereg jól kiképzett és felszerelt egységeit nem lehetett továbbra is hadászati tartalékban tartani. Sok egységét legjobb fegyverzetétől és katonáitól fosztották meg, akiket a Csendes-óceán szigeteire vagy Kínába küldtek.
A szovjet támadás idején a hadsereg 713 000 főt számlált. Ezek jelentős része azonban frissen sorozott vagy félig kiképzett katona volt, akik alkalmasak voltak határőrzésre és a lázadók elleni harcra, de a szovjet csapatokat nem tudták megállítani. A szovjetek mintegy ötször annyi tankkal és tüzérséggel valamint kétszer annyi repülőgéppel rendelkeztek, mint a japánok. A Kvantung-hadsereg helyzetét nehezítette, hogy a mandzsukuói hadsereg legtöbb katonája megadta magát vagy átállt a támadók oldalára. Mivel a támadást nem tudták megállítani, rövid időn belül elesett Hszinking, a bábállam fővárosa is.

### Megsemmisülése
A hadsereg utolsó parancsnoka, Jamada Otozó tábornok 1945. augusztus 16-án elrendelte a fegyverletételt, egy nappal Hirohito császár első rádióbeszéde után. Néhány japán hadosztály ezt megtagadva tovább harcolt, így a küzdelem több helyen folytatódott tovább az elkövetkező napokban. Hata Sunroku tábornagy megadásra felszólító ultimátumot kapott Georgij Selakov szovjet tábornoktól 18-án Harbinban. Ő azon katonai vezetők közé tartozott, akik egyetértettek a fegyverletétellel, és másnap tárgyalást folytatott Vaszilievszkij marsallal. A Kvantung-hadsereg nagy része megsemmisült, katonái közül pedig félmillió szovjet hadifogságba került, és Szibériába küldték őket. Fokozatosan engedték őket haza Japánba az elkövetkező öt év során, habár néhányukat az 1950-es évek elején is fogságban tartották.

### Háborús bűnök és tárgyalások
A fegyverletétel után a szovjetek megtalálták a 731-es alakulat titkos üzemeit, ahol biológiai fegyverek teszteltek és készítettek. Ezeken a helyeken a Kvantung-hadsereg volt felelős a leghírhedtebbek közé tartozó japán háborús bűnök elkövetéséért, mint az emberkísérletek kínai, amerikai és orosz hadifoglyokon, illetve civileken.
Az egységet vezető Isii Sirót és az alakulat 20 000 tagját nem vonták felelősségre a tokiói perben a baktériumfegyverekről kapott információkért cserébe. 1947. május 6-án Douglas MacArthur azt írta Washingtonnak, hogy „további információt, esetleg néhány kijelentést Isiitől meg tudunk szerezni, ha értesítjük az ügyben érintett japánokat, hogy az információ hírszerzési csatornákon belül marad, és nem lesz felhasználva, mint háborús bűnök bizonyítéka.” Az egyezséget 1948-ban kötötték meg.
Azonban a 731-es alakulat tizenkét tagját és a Kvantung-hadsereg több tisztjét háborús bűnösként ítélték el a habarovszki perben, míg a hadsereg vezetői közül másokat Tokióban ítéltek el. A halálra ítéltek között ott volt Itagaki Szeisiró, Doihara Kendzsi, Macui Ivane, Tódzsó Hideki és Mutó Akira.

## Parancsnokainak listája

### Parancsnokok
|    | Név                            | Mettől              | Meddig              |
| -- | ------------------------------ | ------------------- | ------------------- |
| 1  | Tacsibana Koicsiró altábornagy | 1919. április 12.   | 1921. január 6.     |
| 2  | Kavai Miszao tábornok          | 1921. január 6.     | 1922. május 10.     |
| 3  | Ono Minobu tábornok            | 1922. május 10.     | 1923. október 10.   |
| 4  | Sirakava Josinori tábornok     | 1923. október 10.   | 1926. július 28.    |
| 5  | Mutó Nobujosi tábornagy        | 1926. július 28.    | 1927. augusztus 26. |
| 6  | Muraoka Csótaró tábornok       | 1927. augusztus 26. | 1929. július 1.     |
| 7  | Hata Eitaró tábornok           | 1929. július 1.     | 1930. május 31.     |
| 8  | Hisikari Takasi tábornok       | 1930. június 3.     | 1931. augusztus 1.  |
| 9  | Hondzsó Sigeru tábornok        | 1931. augusztus 1.  | 1932. augusztus 8.  |
| 10 | Mutó Nobujosi tábornagy        | 1932. augusztus 8.  | 1933. július 27.    |
| 11 | Hisikari Takasi tábornok       | 1933. július 29.    | 1934. december 10.  |
| 12 | Minami Dzsiró tábornok         | 1934. december 10.  | 1936. március 6.    |
| 13 | Ueda Kenkicsi tábornok         | 1936. március 6.    | 1939. szeptember 7. |
| 14 | Umezu Josidzsiró tábornok      | 1939. szeptember 7. | 1944. július 18.    |
| 15 | Jamada Otozó tábornok          | 1944. július 18.    | 1945. augusztus 11. |

Forrás:

### Vezérkari főnökök
|    | Név                             | Mettől              | Meddig              |
| -- | ------------------------------- | ------------------- | ------------------- |
| 1  | Hamaomote Mataszuke vezérőrnagy | 1919. április 12.   | 1921. március 11.   |
| 2  | Fukuhara Josija vezérőrnagy     | 1921. március 11.   | 1923. augusztus 6.  |
| 3  | Akidzsi Kavada vezérőrnagy      | 1923. augusztus 6.  | 1925. december 2.   |
| 4  | Szaito Cune vezérőrnagy         | 1925. december 2.   | 1928. augusztus 10. |
| 5  | Mijake Kodzsi altábornagy       | 1928. augusztus 10. | 1932. augusztus 8.  |
| 6  | Koiso Kuniaki tábornok          | 1932. augusztus 8.  | 1934. március 5.    |
| 7  | Juzo Nishio tábornok            | 1934. március 5.    | 1936. március 23.   |
| 8  | Itagaki Szeisiró tábornok       | 1936. március 23.   | 1937. március 1.    |
| 9  | Tódzsó Hideki tábornok          | 1937. március 1.    | 1938. május 30.     |
| 10 | Iszogai Renszuke altábornagy    | 1938. június 18.    | 1939. szeptember 7. |
| 11 | Iimura Dzsó altábornagy         | 1939. szeptember 7. | 1940. október 22.   |
| 12 | Kimura Heitaró tábornok         | 1940. október 22.   | 1941. április 10.   |
| 13 | Josimoto Teiicsi tábornok       | 1941. április 10.   | 1942. augusztus 1.  |
| 14 | Kaszahara Jukio altábornagy     | 1942. augusztus 1.  | 1945. április 7.    |
| 15 | Hata Hikoszaburo altábornagy    | 1945. április 7.    | 1945. augusztus 11. |

Forrás:

### Fordítás
- Ez a szócikk részben vagy egészben  a   Kwantung Army című angol Wikipédia-szócikk ezen változatának fordításán alapul.  Az eredeti cikk szerkesztőit annak laptörténete sorolja fel. Ez a jelzés csupán a megfogalmazás eredetét és a szerzői jogokat jelzi, nem szolgál a cikkben szereplő információk forrásmegjelöléseként.